# مونيكا إدموندسون
مونيكا إدموندسون (بالسويدية: Monica Edmondson)‏ هي فنانة زجاجية ‏ سويدية، ولدت في 19 مايو 1963.